# Olga Poblete
Olga Poblete, född 1908, död 1999, var en chilensk historiker och feminist. Hon var en pionjärfigur inom den chilenska kvinnorörelsen. 
Hon grundade 1935 Movimiento Pro-Emancipación de las Mujeres de Chile, för att verka för kvinnors rättigheter.